# Maglia Eridania

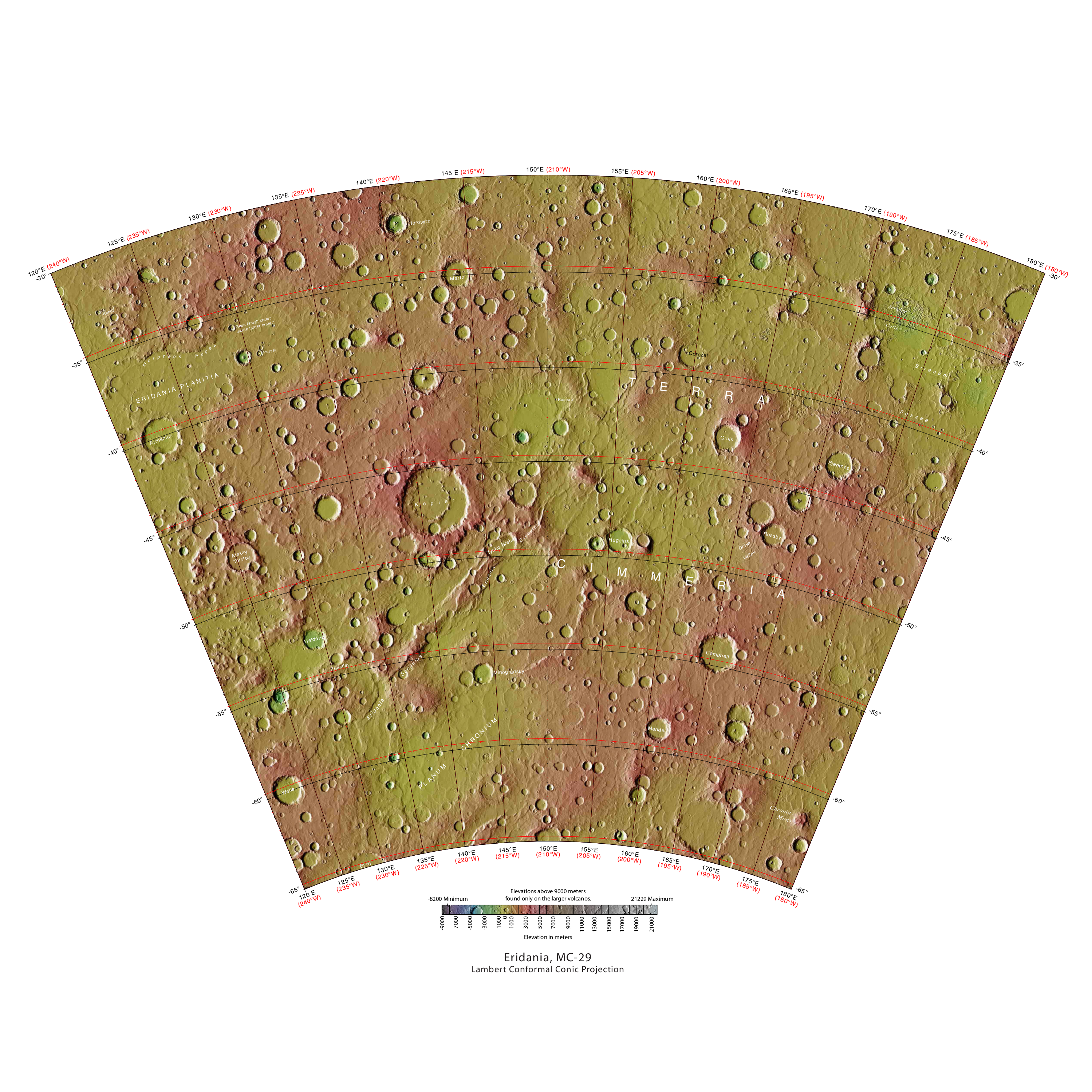
Mappa di MC-29

La Maglia Eridania è la regione di Marte che occupa l’area tra 30° e 65° di latitudine sud e 180° e 240° di longitudine ovest ed è classificata col codice MC-29.
Il nome deriva da una caratteristica di albedo nell'area di Eridania Planitia, che a sua volta prende il nome da un'area vicino al Po.

## Elementi geologici
Parte dei depositi elettrici, un deposito di 100-200 metri di spessore, dai toni chiari copre la maglia Eridania. Molti pendii in Eridania contengono burroni, che si ritiene siano causati dall'acqua che scorreva.
Molte aree su Marte, tra cui Eridania, sperimentano il passaggio di giganteschi diavoli di sabbia. Un sottile rivestimento di polvere fine e luminosa copre la maggior parte della superficie marziana. Quando passa un diavolo di sabbia, spazza via il rivestimento ed espone la superficie scura sottostante.